# Гуарікана (національний парк)
Національний парк Гуарікана — бразильський національний парк, розташований уштаті Парана. Мета полягає в тому, щоб забезпечити збереження залишків густих дощових лісів і змішаних листяних лісів, включаючи флору, фауну, водні та геологічні ресурси та пов'язані з ними природні ландшафти. Ліс має велике біологічне різноманіття. Попри те, що він не повністю реалізований, він уже має інтенсивне відвідування. Національний парк розташований лише за кілька кілометрів від міста Курітіба.
Національний парк Гуарікана був створений указом президента від 13 жовтня 2014 року. Ним керує Інститут збереження біорізноманіття Чіко Мендеса (ICMBio). Це територія, що охороняється МСОП, категорія II (національний парк). Указ від 13 жовтня 2014 року також заснував національний парк Серра-ду-Гандарела та заповідник сталого розвитку Насентес Жерайзейрас, обидва в Мінас-Жерайс, і додав понад 30 000 гектарів (74 000 акрів) до існуючого видобувного заповідника Médio Juruá в Амазонас.